# Téncteros
Los téncteros (del latín Tencterī o Tenctherī) fueron un pueblo germánico, citado por primera vez por Julio César. Ocupaban junto a los usípetes una región del interior de Alemania hasta que fueron expulsados por los suevos. Se asentaron después en el cauce bajo del Rin, cuyo dominio de la ribera oriental ganaron a los menapios en el siglo I a. C. Años más tarde, en el 56 a. C., los téncteros cruzaron el río y ocuparon ambas orillas, tomando los territorios de diversas tribus aliadas de Roma. Estos pueblos solicitaron a César trasladarse a la Galia. César, tras rechazar su petición, les sugirió que conquistasen los dominios de los ubios.
Los téncteros y sus aliados usípetes pidieron tres días para responder ante Roma, pero César, sospechando una traición, avanzó y los derrotó, haciéndoles sufrir cuantiosas bajas. Al cabo de un día los jefes germánicos comparecieron ante César, alegando una defensa legítima, y pidieron de nuevo una tregua temporal. César los apresó y atacó de nuevo a los germanos que, sin sus cabecillas, fueron fácilmente vencidos. Una parte de sus efectivos se retiró al Rin, donde fueron atrapados y la mayoría muertos en combate o ahogados. Los que lograron cruzar el río fueron apresados por los sugambros.
Los téncteros se juntaron con los sugambros, estableciendo capitales en Budaros (Düsseldorf) y en la fortaleza de Divítia (Deutz). En tiempos de Augusto se integraron en la Confederación de los queruscos, y después en otras alianzas contra Roma, hasta llegar a coaligarse con los francos.